# Kangszo-ku (Szöul)
Kangszo-ku (hangul:  강서구, handzsa: 江西區, RR: Gangseo-gu) Szöul 25 kerületének egyike, itt található a Kimpho (Gimpo) nemzetközi repülőtér.

## Tongok(Dongok)
- Hvagok-tong (Hwagok-dong) (화곡동, 禾谷洞)
- Jomcshang-tong (Yeomchang-dong) (염창동, 鹽倉洞)
- Kajang-tong (Gayang-dong) (가양동, 加陽洞)
- Konghang-tong (Gonghang-dong) (공항동, 空港洞)
  - Kvahe-tong (Gwahae-dong) (과해동, 果海洞)
  - Ogok-tong (Ogok-dong) (오곡동, 五谷洞)
  - Oszö-tong (Osoe-dong) (오쇠동, 五釗洞)
- Palszan-tong (Balsan-dong) (발산동, 鉢山洞)
  - Magok-tong (Magok-dong) (마곡동, 麻谷洞)
- Panghva-tong (Banghwa-dong) (방화동, 傍花洞)
  - Kehva-tong (Gaehwa-dong) (개화동, 開花洞)
- Tungcshon-tong (Deungchon-dong) (등촌동, 登村洞)